# Liste des vicomtes de Carlat
Liste des vicomtes de Carlat, puis de comtes de Carladès, principauté féodale située au sud de l'Auvergne.

## Armoiries

Blason du duché d'Aquitaine :De gueules, au léopard d'or, armé et lampassé d'azur.

Vicomté de Carlat : De gueules, au lion léopardé d'or.

Blason du Comté de Rodez : De gueules, au léopard lionné d'or.

Les armes de la vicomté de Carlat sont à l'origine : « De gueules, au lion léopardé d'or ».
Elles sont proches de celles de l'Aquitaine: « De gueules, à un léopard d'or. ».
Par la suite, la vicomté de Carlat passe au XIIe siècle dans les mains des vicomtes, puis comtes de Rodez qui porteront aussi : « De gueules, au léopard lionné d'or ».

## Moyen Âge

### Vicomtes
- 918: Bernard Ier de Carlat (ca 906-952). Titre de vicomte de Carlat mentionné après sa mort. Les auteurs sont partagés sur le fait de savoir si la vicomté de Carlat est un démembrement de l'Abbaye d'Aurillac fondée un siècle auparavant par le comte Géraud, devenu saint Géraud d'Aurillac (855-909). Son père, nommé aussi Géraud, était en possession d'un domaine allodial centré sur le château d'Aurillac qui comportait les vallées de l'Authre, de la Jordanne, de la Cère, du Goul, et donc qui comprenait une grande partie du territoire du Carladez. Il ne rendait pas hommage aux comtes d'Auvergne, qui étaient alors les ducs d'Aquitaine, mais directement au roi.
- 952: Bernard II, fait en 980 d'importantes donations à l'abbaye de Conques, entre autres Vixouze[1].
- Gilbert II de Carlat (ca 940-997)
- Gilbert III de Carlat (980/-1048), marié à Nobila de Lodève, dont deux filles Adèle de Carlat et Pétronille et un fils :
- 1048-1050: Bernard III de Carlat, sans postérité
- 1025-1080: Bérenger de Millau  (ca 1040-1080/), fils de Richard, vicomte de Millau et de Rodez, marié à Adèle de Carlat, sœur de Bernard, qui lui apporte le Carladès
- /1080-1111: Gilbert IV de Carlat (1060/1065-ca 1111), se marie en 1073 avec Gerberge, comtesse de Provence, qui lui donne deux filles, dont :
- 1112-1113: Douce de Gévaudan, comtesse de Provence, qui se marie en 1112, et l'année suivante donne ses biens à son mari  :
- 1113-1131: Raymond Bérenger III le Grand ca 1082-1131, comte de Barcelone et de Provence,
- 1131-1144: Bérenger-Rémond Ier de Barcelone, comte de Barcelone, de Millau et de Carlat.

### Vicomtes de Carlat et de Murat
- 1144-1166 Raimond-Bérenger II, comte de Provence, de Gévaudan et de Melgueil, vicomte de Millau, tué en 1166, il n'avait qu'une fille :
- 1166-1167 Douce II qui se fait déposséder par ses cousins[Qui ?].
- 1166-1167 Alphonse II de Barcelone, roi d'Aragon, possède une partie de la vicomté qu'il cède en 1161 à Hugues II de Rodez, sous condition de vassalité.[pas clair]
- 1161-1208 Hugues II, comte de Rodez, vicomte de Lodève qu'il cède aux évêques, associe ses deux fils Guillaume (-1207) et Hugues III (-1196), dont un fils naturel:
- 1208-1221: Henri Ier de Bénavent (1175-1221) légitimé de Rodez
- 1221-1274: Hugues IV (1212-1274)
- 1274-1305: Henri II, comte de Rodez (1236-1303)
- 1304-1328: Isabelle de Rodez (1265-1328/), vicomtesse de Carlat, mariée en 1290 à Figeac à Geoffroy VI de Pons, vicomte en partie de Turenne, dont :
- 1317-1356: Renaud IV de Pons (1291/-1356), qui épouse en 1319 à Casteljaloux Jeanne d'Albret, dame de Ribérac, dont :
- 1356-1356: Renaud V de Pons (ca 1320-1356), mariée à la fille de Guillaume de Flotte. En 1343, il cède à Astorg d'Orlhac, seigneur de Conros, de Labastide, de Viescamp et qui lui en rend hommage, tous les péages de la rivière de Cère, depuis l’Oradoux de Vézac jusqu’à Laroquebrou, sous la réserve de la justice. Le prix de cette vente devait être employé au rachat du château de Blaye. Il est tué à la bataille de Maupertuis et laisse un fils :
- 1356-1369-1392: Renaud VI de Pons (1343-1427), qui prend d'abord le parti des Anglais, puis revient vers le roi mais ne parvient plus à pacifier le pays et vend Carlat le 19 juin 1392[2].
- 1369-1388: Carlat est pris par Arnaud de Caupène, à la tête d'une bande de routiers anglais.
- 1384/1388-1391 Jean III d'Armagnac reconquiert et rachète la libération de Carlat.
- 1392-1410: Jean Ier de Berry, duc de Berry et d'Auvergne
- 1410-1427: Bonne de Berry, vicomtesse de Carlat, puis comtesse de Rodez (1336-Carlat 1465), remariée vers 1427 avec :
- 1427-1462: Bernard VIII d'Armagnac, comte de Pardiac (1400-1462), dont :
- 1462-1477: Jacques d'Armagnac, duc de Nemours (1437-1477) Condamné à mort et exécuté, ses biens sont confisqués par Louis XI de France qui attribue la vicomté à :
- 1477-1489: Jean Blosset, sénéchal de Normandie (1476-1482), bailli d'Alençon (1474-1483), revend Carlat à Pierre II de Bourbon, époux d'Anne de Beaujeu
- 1477-1489: Jean d'Armagnac (-1489), duc de Nemours, vicomte titulaire de Carlat et de Murat, sans alliance.

## Temps modernes

### Dots, apanages, régie directe
- 1477-1489 Anne de France, fille de  Louis XI, vicomtesse de Carlat, mariée en 1473 avec :
- 1489-1503: Pierre II de Bourbon (1439-1503), duc de Bourbon et d'Auvergne, dont :
- 1503-1521: Suzanne de Bourbon (1491-1521), vicomtesse de Carlat, mariée à :
- 1521-1523: Charles III de Bourbon (1490-1525), duc de Bourbon et de Montpensier, dauphin d'Auvergne, sans postérité, et auquel succède sa cousine :
- 1523-1531: Louise de Savoie (1476-1531), mère de François Ier, devient vicomtesse de Carlat et de Murat.
- 1531-1547: François Ier (1494-1547), roi de France, hérite de sa mère.
- 1547-1559: Henri II (1519-1559), roi de France.
- 1559-1570: Catherine de Médicis (1519-1589), régente de France, comtesse d'Auvergne, vicomtesse de Carlat qu'elle donne à sa belle-fille puis à sa fille[3]:
- 1570-1572: Élisabeth d'Autriche
- 1572-1615: Marguerite de Valois (1553-1615), vicomtesse de Carlat (où elle séjourne du 30 septembre 1585 au 14 octobre 1586) et d'Usson (où elle séjourne de 1586 à ).
- 1615-1643: Louis XIII (1601-1643), donne la vicomté de Carlat, érigée en comté de Carladez.
- 1776-1777: le bailliage royal de Vic-en-Carladès fait partie, avec le  comté d'Auvergne, de l'apanage du comte d'Artois[4].

### Comtes de Carladès
- 1643-1662: Honoré II (1623-1662), prince de Monaco, duc de Valentinois, marquis des Baux, baron du Buis, 1er comte de Carladez et baron de Calvinet, en vertu du traité de Péronne et en compensation des fiefs perdus en Italie alors sous domination espagnole, lors du renversement d'alliance au profit du Roi de France. Par lettres patentes de février 1643, Louis XIII attribua à Honoré II une partie de la vicomté de Carlat et la châtellenie de Calvinet qu'il érigea pour l'occasion en Comté de Carladès[5].
- 1662-1701: Louis Ier, prince de Monaco 1642-1701
- 1701-1722: Antoine Ier (1661-1731), prince de Monaco
- 1722-1749: Charles de Goyon-Monaco, deuxième fils de la princesse Louise-Hippolyte (1697-1731), princesse héritière de Monaco, et de Jacques de Goyon (1689-1751), autorisé par le roi Louis XV à relever les noms et titres de la maison de Monaco
- 1749-1791: Honoré III (1720-1795), prince de Monaco, comte de Carladès
- 1791-1814: confiscation par la Révolution.

## Période contemporaine

### Propriétaires duRocher de Carlat
- 1791 : Saisie et vente comme bien national.
- 1910 : Société de la Haute-Auvergne
- 1914 : Albert Ier, prince de Monaco (1858-1922)

### Comtes titulaires de Carladès
- 1814-1819 : Honoré IV (1758-1819), prince de Monaco
- 1819-1841 : Honoré V (1778-1841), prince de Monaco
- 1841-1856 : Florestan Ier (1785-1856), prince de Monaco
- 1856-1889 : Charles III (1818-1889), prince de Monaco
- 1889-1922 : Albert Ier (1848-1922), prince de Monaco, géographe et voyageur, il s'intéresse au Carladès où il fait plusieurs visites, adhère à la Société de la Haute-Auvergne, rachète le Rocher de Carlat, fait classer et publier les archives du vicomté dont il a hérité[6].
- 1922-1949 : Louis II (1870-1949), prince de Monaco, ne laisse qu'une fille naturelle non reconnue, mais adoptée par son père Albert Ier qui en fait son héritière universelle, Charlotte de Monaco, duchesse de Valentinois

### Comtes de Carladès (titre monégasque)
- 1949-2005 : Rainier III (1923-2005), prince de Monaco, fils de Charlotte de Monaco (1898-1977), princesse héritière de Monaco, duchesse de Valentinois, mariée en 1920 avec le comte Pierre de Polignac (1895-1964), divorcés en 1933.
- 2005-2014 : Albert II (né en 1958), prince de Monaco, fils du précédent
- depuis 2014 : Gabriella de Monaco (née en 2014), comtesse de Carladès, fille du précédent